# تالي العمر (مسلسل)
تالي العمر مسلسل بحريني من تأليف حمد الشهابي وإخراج مصطفى رشيد وإنتاج تلفزيون البحرين عام 1998.

## القصة
تدور أحداثه حول قصة فتاة (نورة) من عائلة ميسورة الحال تتزوج (خالد) الذي يركض خلف المال، ثم يتعرف على إحدى صديقات زوجته (سمر) الثريات بعد أن تطارده بسبب حقدها على زوجته، ثم يتزوجها و يطلق زوجته الأولى.
و من خلال الأحداث تظهر الدوافع النفسية لكره سمر لنورة، و بالنهاية يكون مصير سمر السجن و نوره الزواج من دكتور ناجح في حياته ومصير خالد الضياع.

## الممثلون
أسماء بعض المُشاركين في العمل:
- يوسف بوهلول
- في الشرقاوي
- زينب العسكري
- سعاد علي
- شيماء سبت
- جمال الغيلان

## وصلات خارجية
- تالي العمر (مسلسل) في قاعدة بيانات الأفلام العربية